# الحدائق البهائية في حيفا
الحدائق البهائية في حيفا هي حدائق تتدرج على جبل الكرمل، مصممة بشكل هندسي، تُعد من أهم المعالم الدينية والسياحية التابعة للديانة البهائية في العالم. تقع هذه الحدائق في مدينة حيفا شمال فلسطين، وتمتد لمئات الهكتارات حتى بحر حيفا في فلسطين المحتلة، وقد بناه مهندس إيراني يدعى فريبرز صهبا. تحيط هذه الحدائق بـالمركز البهائي العالمي، والذي يضم مبناً ذا القبة الذهبية، يسمى (مقام الباب- قبة عباس) وهو أحد المبشرين بالبهائية، قتل عام 1850، ونُقلت رفاته إلى حيفا.

## الموقع

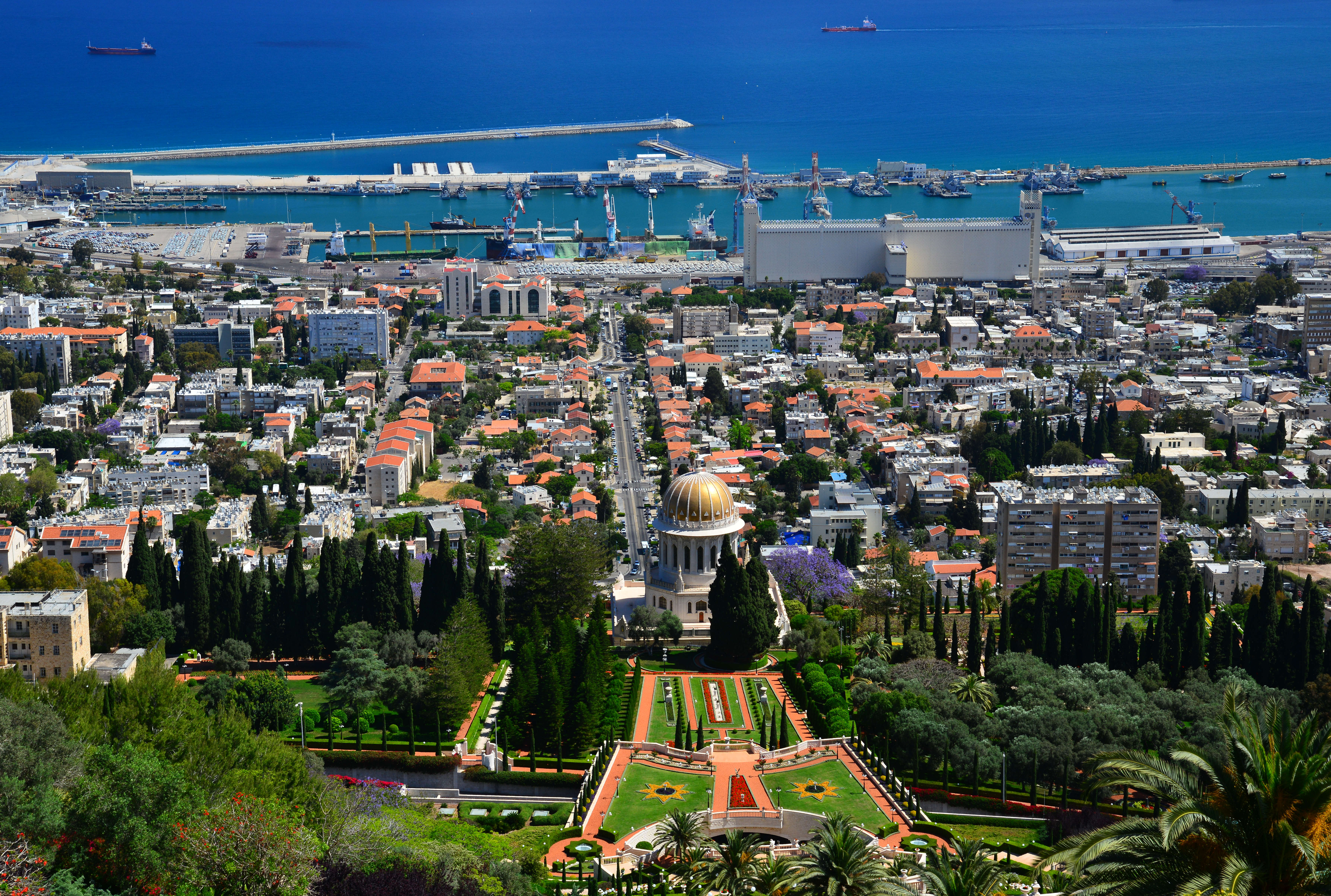
الحدائق البهائية

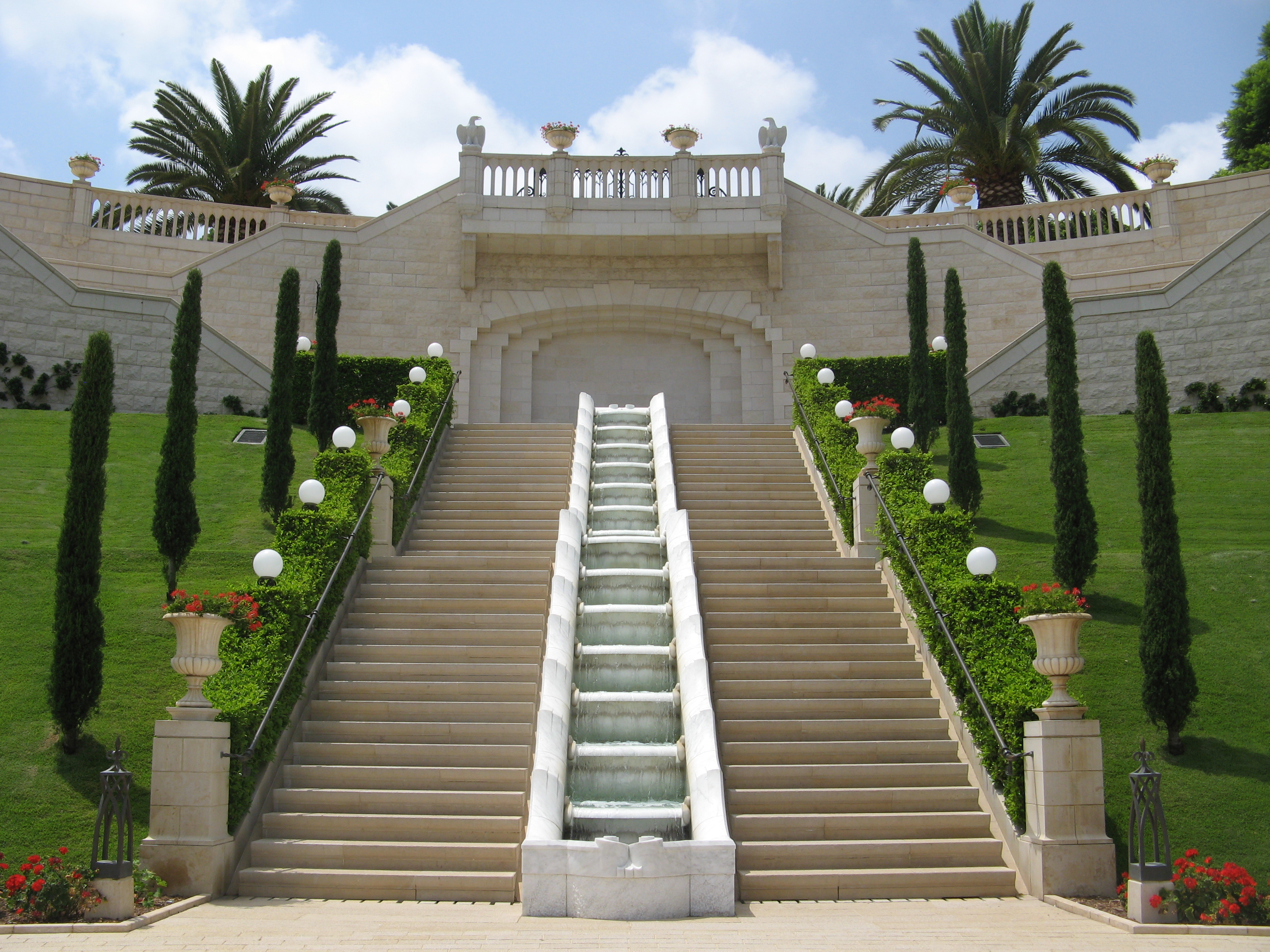
الحدائق البهائية

تقع الحديقة في حي وادي النسناس ذو الأغلبية العربية وحي هادار هاكرمل اليهودي. ويعتبر أحد أشد المواقع جذباً للسياح في فلسطين المحتلة وقد صنف ضمن قائمة موقع التراث العالمي. تمتد الحدائق حوالي 19 مستوى من المدرجات المتناظرة، وتغطي مساحة 2000,000 متر مربع. تُطل الحدائق على خليج حيفا، وتربط بين شارع بن غوريون في الأسفل ومنطقة الكرمل في الأعلى.

## الأهمية الدينية
تُعد الحدائق جزءًا من المركز البهائي العالمي ، والذي يعتبر أحد أقدس الأماكن لدى البهائيين. تحيط هذه الحدائق بضريح الباب وهو المبشر بقدوم بهاء الله، مؤسس الديانة البهائية. تم نقل جثمانه إلى هذا الضريح في أوائل القرن العشرين.

## العمارة
بدأ بناء الحدائق عام 1987م، افتتُحت رسميًا عام 2001. تتكون من 19 شرفة مُزينة بالورود الهندسية الطبيعية والحجارة الحمراء والمياه الطبيعية المتدفقة التي تعطي المكان جمال استثنائي لا مثيل له، ومن أعلى الحدائق يوجد اطلالة مثالية لميناء حيفا الكبير. تنظم الحديقة جولات حيث يمكن للسياح التجول في الحديقة والتعرف على معلومات مهمة عن الديانة البهائية.

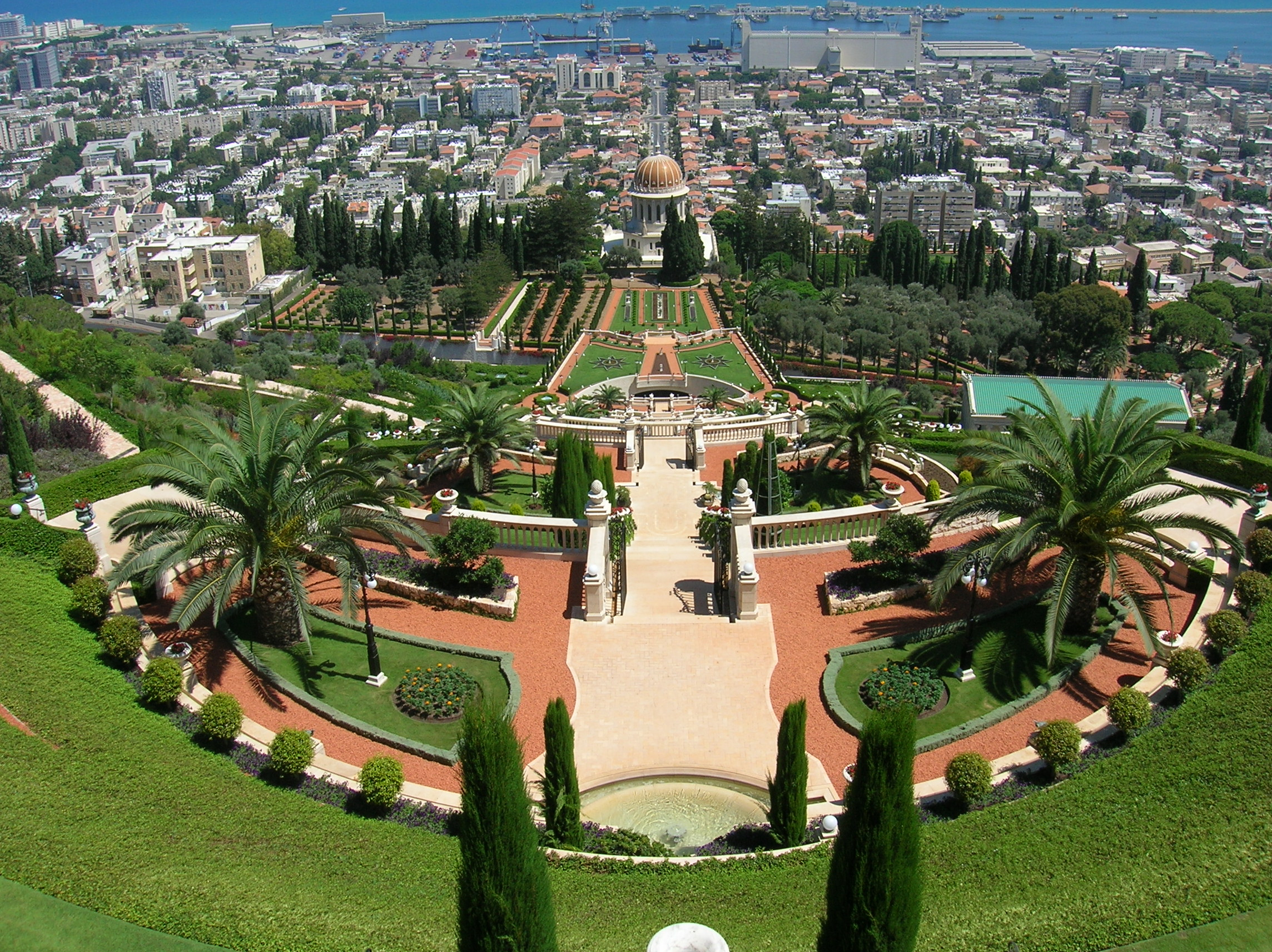
منظر من الأعلى للحدائق البهائية في حيفا